# Ferdinand Wehren
Ferdinand Wehren (ur. 1885, zm. 23 września 1923) – dyrektor hotelu w Szwajcarii, narciarz, alpinista. Zginął podczas XII Pucharu Gordona Bennetta.

## Życiorys
Ferdinand był bratem Rudolfa Wehrena, który razem z żoną prowadził hotel Bahnhof w Saanenmöser w gminie Saanen. W 1911 został dyrektorem hotelu. Był alpinistą i narciarzem. W 1922 roku organizował wyścigi szybowców w Gstaad. Był również jednym z organizatorów wyścigów konnych w Saanenmöser. Nie był lotnikiem, miał na koncie tylko kilka lotów balonem, ale z zastępstwie porucznika Bürki wziął udział w XII zawodach o Puchar Gordona Bennetta. W dniu 23 września 1923 roku wystartował razem z Christianem von Grünigenem na balonie Genève. W trakcie lotu nadciągnęła burza i balon na wysokości 2500 m n.p.m. został uderzony piorunem. Pilot zginął na miejscu, a Ferdinand Wehren musiał jeszcze przez chwilę walczyć, zanim spadł, ponieważ jego ręce były wciąż zaciśnięte na linach. Na ziemi balon prawie całkowicie spłonął, a kosz został zmiażdżony. Odznaka balonu z herbem Genewy została przekazana Muzeum Sztuki i Historii w Genewie.
27 września w Brukseli odbył się pogrzeb trzech z pięciu ofiar zawodów, w tym obu Szwajcarów. Trumny ustawiono w jednej z sal szpitala wojskowego W pogrzebie wzięli udział: przedstawiciele króla, minister obrony narodowej, ambasador Hiszpanii, chargé d’affaires Szwajcarii w Belgii oraz członkowie aeroklubu. Trumny przykryto flagami Szwajcarii i Hiszpanii. Po uroczystościach religijnych przemawiał prezes aeroklubu, ambasador Hiszpanii i chargé d’affaires Szwajcarii. W uroczystościach wzięło udział 300 000 osób. Właściwy pogrzeb odbył się 30 września w Saanen. Wzięło w nim udział około 1000 osób. Na ścianie kościoła umieszczono pamiątkową tablicę z tekstem: Zum ehrenden Andenken an (...) Christian von Grünigen und Ferdinand Wehren, Bürger der Gemeinde Saanen, deren Ballon vom Blitz getroffen bei Mall (Belgien) am 21. September 1923 abstürzte (Pamięci Christiana von Grünigen i Ferdinanda Wehrena, mieszkańców gminy Saanen, których balon uderzony piorunem w pobliżu Mall (Belgia) 21 września 1923 runął na ziemię).